# Liphistius lannaianus
Liphistius lannaianus is een spinnensoort uit de familie Liphistiidae. De soort komt voor in Thailand.